# Station Mägdesprung
Station Mägdesprung is een van de oudste stations van de Harzer Schmalspurbahnen (HSB) en is geopend in 1887. Het station was het eindpunt van de allereerste smalspoorlijn in de Harz. In de tweede helft van 1887 werd het spoor doorgetrokken naar Alexisbad en Harzgerode. In de huidige situatie ligt het station aan de doorgaande route van de Selketalbahn die vanuit Gernrode naar Alexisbad, Stiege en Hasselfelde loopt. Het station wordt voornamelijk door wandelaars en lokale bevolking gebruikt.
Op het station zijn geen voorzieningen aanwezig. Het gebouw is in een redelijke staat, en heeft dezelfde bouwstijl als het station van Harzgerode. Direct naast het stationsgebouw, bevindt zich een restaurant en een parkeerplaats. Elke trein stopt op dit station, voor een korte stop. Ook kunnen hier de treinen elkaar uit de twee richtingen passeren.
Quedlinburg ·
Quarmbeck ·
Bad Suderode ·
Gernrode ·
Osterteich ·
Sternhaus-Haferfeld ·
Sternhaus-Ramberg ·
Mägdesprung ·
Drahtzug ·
Alexisbad ·
Harzgerode · 
Silberhütte ·
Strassberg-Glasebach ·
Strassberg ·
Güntersberge ·
Friedrichshöhe ·
Albrechtshaus ·
Stiege ·
Hasselfelde · 
Birkenmoor ·
Eisfelder Talmühle